# تشارلز كامينغ
تشارلز كامينغ (بالإنجليزية: Charles Cumming)‏ هو كاتب بريطاني، ولد في 5 أبريل 1971 في آير في المملكة المتحدة.

## وصلات خارجية
- تشارلز كامينغ على موقع IMDb (الإنجليزية)